# Culpable para un delito
Culpable para un delito es una película española estrenada en 1967 y rodada en la ciudad de Zaragoza durante el año anterior. Fue dirigida por José Antonio Duce y protagonizada en el papel principal por Hans Meyer.

## Sinopsis
Un centenar de personas jura que Martín Baumer, antiguo boxeador caído en el olvido, ha asesinado a su viejo amigo Horacio Ridakis de una puñalada por la espalda en las escaleras del metro. Martín sostiene que es inocente y, durante su traslado a las dependencias judiciales, se escapa. La policía inicia su captura.

## Reparto
- Hans Meyer como Martín Baumer
- Yelena Samarina como Patricia
- Perla Cristal como Mayra
- Dina Loy como Mónica
- Marcelo Arroita-Jáuregui como Comisario
- Adriano Domínguez como Policía
- Antonio Molino Rojo como Kleiber
- José Luis Lespe como Horacio Ridakis
- Pedro Avellaned
- George Rigaud